# Зелёные рогоклювы
Зелёные рогоклювы (лат. Calyptomena) — род птиц из семейства рогоклювых (Eurylaimidae), включающий три вида. Первый вид из этого рода, малый зелёный рогоклюв, был впервые описан Томасом Стэмфордом Раффлзом в 1822 году, немедленно после этого вновь описанный вид был возведён в ранг рода Томасом Хорсфилдом. Все три вида обитают в Юго-Восточной Азии, и для них характерно преимущественно зелёное оперение. Все они живут в лесах, а также два вида являются эндемичными для Борнео.

## Состав рода
- Calyptomena hosii — Синебрюхий зелёный рогоклюв
- Calyptomena whiteheadi — Большой зелёный рогоклюв
- Calyptomena viridis — Малый зелёный рогоклюв

## Описание
Некрупные птицы (от 15 до 30 см), имеющие округлое тело и короткий хвост. У них по сравнению с телом большая голова и короткий, но широкий клюв, частично скрытый под пучком перьев. Оперение почти полностью изумрудно-зелёное с небольшими чёрными отметинами (за исключением синебрюхого рогоклюва, у которого грудь голубая). Самки окрашены тусклее, чем самцы и немного меньше по размерам.

## Поведение
Эти виды, в основном, плодоядные (плоды фикусов являются наиболее важной частью их рациона), к которому они добавляют немного насекомых и их личинок. В связи с высокой зависимостью от плодоношения деревьев (в особенности фиговых деревьев), они нуждаются в обширной кормовой территории, этого предполагает выраженные широкие перемещения от одной кормовой точки до другой, либо горизонтальные в случае равнинных лесов, либо вертикальные в горных лесах.
Многочисленные наблюдения дают основания полагать, что зелёные рогоклювы могут быть полигинными. Гнездо является огромной структурой, почти 2 метра в диаметре, строительство которой для птиц менее 30 см размером довольно внушительный подвиг. Оно состоит из сложно переплетенных растительных волокон и располагается на большом дереве, иногда над водой. В кладке от 2 до 6 яиц. Вполне вероятно, что только самка занимается строительством гнезда.

## Среда обитания и распределение
Это птицы только тропических лесов, в основном, на равнинах и на возвышенностях. Встречаются от уровня моря до около 1200 м над уровнем моря, изредка проникают на высоты до 1700 м. Их ареал охватывает Бирму, Малайский полуостров, Суматру и Борнео.

## Угрозы и охрана
Главной угрозой является в значительной степени разрушение среды обитания. Два вида (малый и синебрюхий зелёные рогоклювы) считаются, находящимися близко к угрозе исчезновения (NT) и третий вид (большой зелёный рогоклюв) относится к категории наименьшего беспокойства (LC).